# 思春期 (ゲーム)
『思春期』（ししゅんき）は2005年9月29日にRUNEより発売された18禁恋愛アドベンチャーゲーム。2008年3月6日より携帯電話ゲーム配信サイト「美少女遊び」よりモバイル版（非18禁）も配信されている。
RUNEのゲームには野々原幹が原画を担当するものとそれ以外に大別できるが本作は前者である。野々原幹の描くヒロインは本来、いわゆる「つるぺた」がほとんどであったが、本作では必ずしもそうではなくなっている。

## 概要
ごく普通の生活を送る主人公に次々と妹が増えていき、最終的には本来いた妹も含めて4人の妹達と共に暮らしていくことになる。これだけを見るといわゆる「妹もの」的な作品だと思われがちだが、本来の妹以外のヒロインから主人公に対しての意識には「兄」という感覚はほとんどないので、必ずしもそのような評価は適さない。また、タイトルの通り、恋愛面に関しては思春期をテーマとした作品であるが、同時に「家族」も全体にわたって重要なテーマの一つである。

## キャラクター

### メインキャラクター
神岐すずめ（かみき すずめ） 声優：立花舞
主人公（神岐将臣）の妹。常に元気であるが、主人公にはいじめられがちである。すずめという名前から、みあには「ちゅんちゅん」と呼ばれている。料理が得意。
笠原智恵理（かさはら ちえり） 声優：草柳順子
主人公とすずめの幼馴染。勉強は出来るが、非常に間が悪く空気が読めないため、ひどい目にあったり誰かを巻き込んでしまうことも多い。
神岐雪来（かみき せつら） 声優：清水香
主人公の遠縁の少女で、物語の最初に主人公の家にやってくることになる。もの静かな性格。主人公のことを以前から知っている節があるが、主人公には彼女に関する記憶がない。
神岐みあ（かみき みあ） 声優：青山ゆかり
他のヒロイン同様、主人公の家にやってくることになる少女。非常に明るい性格で、自分とは対照的な雪来に特に懐く。主人公のことはまさみ（正しい読みは「まさおみ」）と呼ぶ。

### サブキャラクター
小河咲子（おがわ さきこ） 声優：長田早苗
主人公達のクラスメートで、すずめや智恵理の親友。クラスでは常に友成とけんか（というよりは彼の問題発言への一方的な鉄拳制裁）をしている。
日吉友成（ひよし ともなり） 声優：紫月澄人
主人公の友人でありクラスメート。余計なことを言っては咲子に殴られている。実家は薬局で、咲子の実家も薬局であることと合わせて、あるシナリオでは実家の問題が取り上げられる。
神岐惟臣（かみき これおみ） 声優：高岡政人
主人公達の父親。彼がヒロイン達を養子として家に迎えることで主人公の妹が増えていくことになる。妻の美琴とは未だにラブラブである。
神岐美琴（かみき みこと） 声優：まきいづみ
主人公達の母親。優しく穏やかな性格であるが夫の惟臣の不用意な発言に対しては非常に嫉妬深く反応し、実力行使に訴える。

## タロット
初回限定版に7枚が入っていたタロットカード。全22枚。
- 0 恋の始まり

すずめがクレープを食べてるCG
- I 夏の挑戦

智恵理の水着姿のCG
- II 幼なじみ

笠原智恵理のCG
- III 想い出

神岐雪来のCG
- IV 主人公

神岐将臣のCGが無いため神岐惟臣のCG
- V クラスメイト

小河咲子のCG
- VI 思春期

学校の背景のCG
- VII ムードメーカー

神岐みあのCG
- VIII 悪友

日吉友成のCG
- IX 確信ある探索

みあがベッドの下を探っているCG
- X 思いがけぬ同伴

智恵理との二人乗りのCG
- XI Gの恐怖

雪来の風呂から飛び出てくるCG
- XII 聖母

神岐美琴のCG
- XIII 鍵のない扉

すずめのトイレシーンのCG
- XIV 目覚めの微笑み

雪来の割烹着姿のCG
- XV 罪の手

みあが痴漢されているCG
- XVI 大富豪

智恵理がスカートを捲り上げているCG
- XVII お気に入りの場所

みあがヌイグルミに囲まれているCG
- XVIII 月夜

雪来と屋根の上にいるCG
- XIX いもうと

神岐すずめのCG
- XX 姉妹の団らん

神岐四姉妹がパジャマ姿のCG
- XXI 秘密の恋

すずめのHシーンのCG

## スタッフ
- 企画:MeeK、猫舌あち
- 原画:野々原幹
- シナリオ:姫ノ木あく、尾之上咲太
- 音楽:Elements Garden

## 主題歌
主題歌「SPARK ～もどらない季節～」
作詞・作曲・唄：佐藤裕美 / 編曲：藤間仁
エンディング曲「In my Life」
作詞：kanoko / 作曲・編曲：藤間仁 / 唄：NANA